# Shani Mahadevappa
Shani Mahadevappa (Malavalli, 1930 - Bangalore, 3 de enero de 2021) fue un actor de cine indio en la industria cinematográfica del canarés. Algunas de las películas notables incluyen Shankar Guru (1978), Kaviratna Kalidasa (1983), Sri Srinivasa Kalyana (1974), Shivashankar (1990), Guru Brahma (1992).

## Carrera
Mahadevappa ha sido parte de más de quinientas películas en canarés.

## Fallecimiento
Mahadevappa falleció el 3 de enero de 2021 en Bangalore debido a complicaciones por COVID-19, a los noventa años años. Le sobreviven su hijo y su hija.

## Premios
- Premio Varadaraju 2009.[4][5]
- Premio Rajkumar Souharda.